# Leptó
|  | Aquest article tracta sobre partícules elementals. Vegeu-ne altres significats a «Leptó (moneda)». |

En física de partícules, un leptó és qualsevol partícula que no es veu afectada per la força nuclear forta, només són sensibles als efectes de les forces nuclear feble, electromagnètica i gravitatòria.
Pertanyen a la família dels fermions, una de les dues en què es divideixen les partícules elementals i també es caracteritzen per complir el principi d'exclusió de Pauli, propi de partícules d'espín semienter.
El mot «leptó» fou encunyat el 1948 pel físic belga Léon Rosenfeld (1904-1974) a partir del mot grec λεπτó, leptó, que significa ‘lleuger’, a causa de la petita massa que tenen comparada amb altres partícules.
Els leptons comprenen els electrons, els muons i els tauons, tots amb càrrega elèctrica -1, així com els seus corresponents neutrins: el neutrí electrònic, el neutrí muònic i el neutrí tauònic, de càrrega elèctrica igual a zero. Comptant amb les seves antipartícules, n'hi ha en total 12.
Una característica de tota reacció és la de la conservació del nombre leptònic L.

## Electró i positró

Juntament amb els protons i els neutrons, els electrons constitueixen la major part de la matèria que ens envolta. Se simbolitzen amb la lletra e i un signe negatiu {\displaystyle e^{-}}. La seva massa és de 0,511 MeV/c², unes dues mil vegades inferior a la del protó de 938 ,3 MeV/c². La seva càrrega elèctrica és la càrrega elemental negativa.
L'electró fou la primera partícula elemental en ser descoberta. La trobada fou el 1897 pel físic anglès Joseph J. Thomson (1856-1940) durant les investigacions sobre els raigs catòdics a la Universitat de Cambridge. El seu descobriment tingué un paper clau en la revolució del coneixement de l'estructura atòmica. En condicions normals, els electrons es troben lligats als nuclis atòmics carregats positivament dels àtoms a causa de l'atracció entre càrregues elèctriques oposades. En un àtom neutre, el nombre d'electrons és igual al nombre de càrregues positives del nucli, això és, al nombre de protons. No obstant això, qualsevol àtom pot tenir més o menys electrons que càrregues positives i, per tant, pot tenir una càrrega negativa o positiva en conjunt; aquests àtoms carregats es coneixen com a ions. No tots els electrons estan associats als àtoms; alguns es troben en un estat lliure amb ions en forma de matèria coneguda com a plasma.
El positró fou detectat per primera vegada pel físic estatunidenc Carl David Anderson (1905-1991) quan estudiava emprant una cambra de boira la composició dels raigs còsmics el 1932. Fou la primera antipartícula a ser descoberta. El descobriment del positró proporcionà una explicació a un aspecte teòric dels electrons predit pel físic britànic Paul A.M. Dirac (1902-1984). L'equació d'ona de Dirac (1928), que incorpora la teoria de la relativitat especial en l'equació de Schrödinger que descriu els estats d'energia permesos de l'electró, genera estats d'energia negativa aparentment superflus que no havien estat observats. El 1931, Dirac postulà que aquests estats podrien estar relacionats amb un nou tipus de partícula, l'antielectró.

## Muó

El muó, símbol μ–, té càrrega elèctrica –1 i massa 105,66 MeV/c². Forma part de la segona família del fermions. És un leptó, com l'electró, però d'una generació i massa superiors, unes 200 vegades més. L'antimuó, de símbol μ+, és el company del muó d'antimatèria.

Diagrama de Feynman de la desintegració del muó μ^{–}.

El muó fou descobert com a constituent de les cascades de partícules produïdes pels raigs còsmics l'any 1936 pels físics nord-americans Carl D. Anderson (1905-1991) i Seth H. Neddermeyer (1907-1988).
Els muons són generats en desintegrar-se els pions, que han estat produïts pels xocs dels raigs còsmics, majoritàriament protons que arriben de l'espai exterior a grans velocitats, amb els àtoms de les molècules presents a les capes altes de l'atmosfera terrestre. Les reaccions són:{\displaystyle \pi ^{+}\longrightarrow \mu ^{+}+\nu _{\mu },\quad \quad \pi ^{-}\longrightarrow \mu ^{-}+{\bar {\nu }}_{\mu }}

Si s'agafa com a sistema de referència la Terra i un muó cau cap a la seva superfície amb una velocitat del 99,4 % de la velocitat de la llum, recorr 2 000 m en 6,7 μs, superior a la seva semivida. Però si s'agafa com a sistema de referència el propi muó, aquest veu que la superfície de la Terra avança 219 m en 0,73 μs.

Els muons són inestables, amb una semivida de 2,20 μs, i es desintegren generant tres partícules, un electró o un positró i dos neutrins, d'acord amb el principi de conservació del nombre leptònic o càrrega leptònica (nombre quàntic additiu associat a una partícula que val +1 per als leptons, –1 per als antileptons i 0 per a la resta de partícules) segons les següents equacions:{\displaystyle \mu ^{-}\longrightarrow e^{-}+{\bar {\nu }}_{e}+\nu _{\mu }}{\displaystyle \mu ^{+}\longrightarrow e^{+}+\nu _{e}+{\bar {\nu }}_{\mu }}Malgrat que tenen una curta semivida, els muons poden ser detectats a la superfície de la Terra a causa de la dilatació del temps que experimenten els cossos que es mouen a grans velocitats, properes a la de la llum, segons la teoria de la relativitat restringida. Així es detecta un muó per cm² cada minut, una quantitat prou elevada. És una prova de la validesa de la teoria d'Einstein.

## Tauó

El tauó, leptó τ o partícula τ té càrrega negativa elemental, espín d'1⁄2 i massa igual a 1 777 MeV/c². Forma part de la tercera família dels fermions. És una partícula inestable amb una semivida de 2,96 × 10–13 s o 0,296 ps, més curta que la del muó, i es desintegra per acció de la força feble en altres leptons i hadrons, majoritàriament pions.

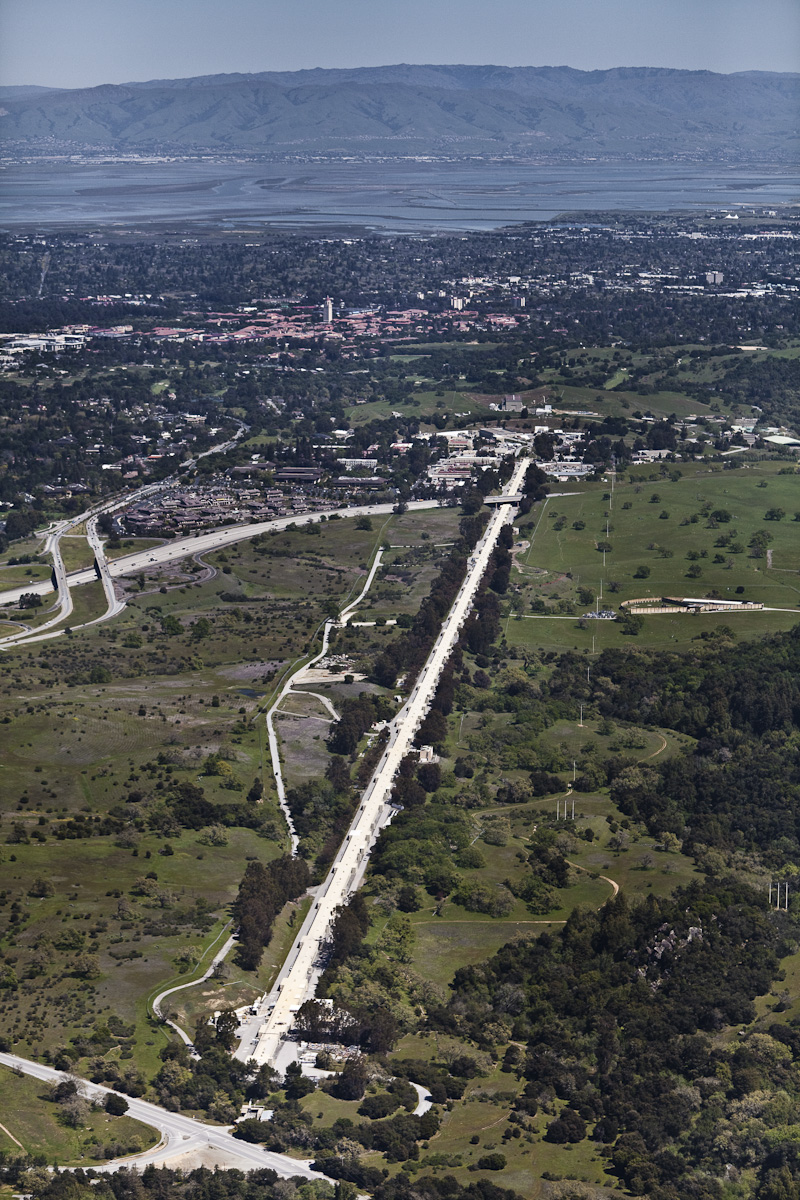
Accelerador lineal de la Universitat Stanford (SLAC).

Com en el cas de la resta de partícules elementals, el tauó té la seva antipartícula amb igual massa i espín, però de càrrega oposada, que rep el nom d'antitauó i es representa amb τ+ perquè té càrrega elèctrica positiva (+e = +1,602 × 10–19 C).
El tauó fou detectat en experiments dirigits pel físic estatunidenc Martin Lewis Perl (1927-2014) en el Centre de l'Accelerador Lineal de Stanford (SLAC) i en Laboratori Nacional de Lawrence Berkeley (LBL) durant 1974 i 1977 en una sèrie d'experiments on feien xocar electrons contra positrons accelerats fins a grans velocitats. De l'anihilació en xocar una partícula de matèria, l'electró, amb una d'antimatèria, el positró, es generava una gran quantitat d'energia que es materialitzava en noves partícules. Però no fou fins al 1979 que queda confirmada l'existència del leptó tau. Les reaccions foren diverses en funció de la velocitat dels electrons i positrons. Per exemple:{\displaystyle e^{-}+e^{+}\longrightarrow \tau ^{-}+\tau ^{+}}{\displaystyle e^{-}+e^{+}\longrightarrow \tau ^{-}+\tau ^{+}+e^{-}+e^{+}}Perl l'anomenà en anglès tauon ‘tauó’ perquè era el tercer leptó en ser descobert i la primera lletra del mot grec τρίτος, trítos, ‘tercer’ és la lletra grega tau. Aquest descobriment contribuí a fer que el Premi Nobel de Física de 1995 fou atorgat a Perl.
El tauó és similar a l'electró, i al muó, però més pesant (mτ = 1 777 MeV/c² = 3,181 × 10–27 kg). La massa de l'electró és me = 0,511 MeV/c² i la del muó mμ = 105,7 MeV/c². Fins i tot molt més pesant que el protó i el neutró (mp = 938,3 MeV/c² = 1,673 × 10–27 i mn = 939,6 MeV/c²), constituïts per tres quarks cadascun i que són hadrons. Com el muó és una partícula inestable amb una semivida de 2,96 × 10–13 s o 0,296 ps, molt més curta que la del muó (2,2 × 10–6 s o 2,2 μs).
La desintegració del tauó pot donar lloc a diferents partícules. La desintegració més important, el 25,49 % de les vegades, dona lloc a dos pions i un neutrí tauònic. És l'únic leptó que pot desintegrar-se donant lloc a hadrons, especialment pions i, per tant, també és l'únic leptó que pot desintegrar-se en quarks. El pió {\displaystyle \pi ^{-}} està constituït per la parella {\textstyle {\bar {u}}d} (antiquark up i quark down), el pió {\displaystyle \pi ^{0}} està format per la parella {\textstyle u{\bar {u}}} o per la parella {\textstyle d{\bar {d}}}:

Diagrama de Feynman que recull les quatre desintegracions més importants del leptó tau.

{\displaystyle \tau ^{-}\longrightarrow \pi ^{-}+\pi ^{0}+\nu _{\tau }}Segueixen a aquesta dues desintegracions amb percentatges del 17,82 % i del 17,39 % que produeixen un electró {\displaystyle e^{-}}, un antineutrí electrònic {\displaystyle {\bar {\nu }}_{e}} i un neutrí tauònic {\displaystyle \nu _{\tau }} a la primera, i un muó {\displaystyle \mu ^{-}}, un antineutrí muònic {\displaystyle {\bar {\nu }}_{\mu }} i un neutrí tauònic {\displaystyle \nu _{\tau }}. Les reaccions són:{\displaystyle \tau ^{-}\longrightarrow e^{-}+{\bar {\nu }}_{e}+\nu _{\tau },\quad \quad \tau ^{-}\longrightarrow \mu ^{-}+{\bar {\nu }}_{\mu }+\nu _{\tau }}L'altra desintegració important, un 10,82 % de les vegades dona un pió, el {\displaystyle \pi ^{-}}, i un neutrí tauònic:{\displaystyle \tau ^{-}\longrightarrow \pi ^{-}+\nu _{\tau }}

## Neutrins
Els neutrins són leptons sense càrrega elèctrica, amb una massa molt petita, un espín de 1/2 unitat i se simbolitza amb la lletra grega nu {\displaystyle \nu }. Com els altres leptons no estan sotmesos a la força nuclear forta. Hi ha tres tipus de neutrí, cadascun associat a un leptó carregat, és a dir, l'electró, el muó i el tau i, per tant, s'anomenen neutrí electrònic {\displaystyle \nu _{e}}, neutrí muònic {\displaystyle \nu _{\mu }} i neutrí tauònic {\displaystyle \nu _{\tau }}. Cada tipus de neutrí té també una component d'antimatèria anomenada antineutrí; el terme neutrí s'utilitza a vegades en un sentit general per referir-se tant al neutrí com a la seva antipartícula.
Tots els tipus de neutrí tenen masses molt més petites que les dels companys carregats. Per exemple, els experiments mostren que la massa del neutrí electrònic ha de ser inferior al 0,002 % de la massa de l'electró i que la suma de les masses dels tres tipus de neutrí ha de ser inferior a 0,48 eV. Durant molts anys, semblava que les masses dels neutrins podien ser exactament zero, encara que no hi havia cap raó teòrica convincent perquè així fos. Llavors, el 2002, l'Observatori de Neutrins de Sudbury (SNO), a Ontario, Canadà, trobà la primera evidència directa que els neutrins electrònics emesos per reaccions nuclears al nucli del Sol canvien de tipus a mesura que viatgen pel Sol. Aquestes "oscil·lacions" dels neutrins només són possibles si un o més dels tipus de neutrins té una massa petita. Els estudis dels neutrins produïts en les interaccions dels raigs cósmics a l'atmosfera de la Terra també indiquen que els neutrins tenen massa, però són necessaris més experiments per comprendre les masses exactes implicades.

Les propietats bàsiques del neutrí electrònic foren predites el 1930 pel físic austríac Wolfgang Pauli (1900-1958) per explicar la pèrdua aparent d'energia en el procés de desintegració β. El físic italià Enrico Fermi (1901-1954) el 1934 elaborà la teoria de la desintegració β. El nom neutrino ‘neutrí’ fou inventat per Edoardo Amaldi durant una conversa amb Enrico Fermi a Roma, com una contracció divertida i gramaticalment incorrecta del mot italià neutronino ‘neutró petit’. Després, el terme fou adoptat per Fermi en una conferència a París el juliol de 1932 i al congrés Solvay de 1933, on també fou utilitzat per Wolfgang Pauli. Un neutrí electrònic {\displaystyle \nu _{e}} s'emet juntament amb un positró {\displaystyle e^{+}} en una desintegració β+, mentre que un antineutrí electrònic {\displaystyle {\bar {\nu }}_{e}} s'emet amb un electró en una desintegració β–, juntament amb un electró {\displaystyle e^{-}}:
{\displaystyle \mathrm {~_{11}^{22}Na} \rightarrow \mathrm {~_{10}^{22}Ne} +\mathrm {e} ^{+}+{\nu }_{e}}{\displaystyle \mathrm {{}^{1}{}_{55}^{37}Cs} \rightarrow \mathrm {{}^{1}{}_{56}^{37}Ba} +\mathrm {e} ^{-}+{\bar {\nu }}_{e}}
Malgrat aquestes prediccions, els neutrins no foren detectats experimentalment durant 20 anys, a causa de la debilitat de les seves interaccions amb la matèria. Com que no tenen càrrega elèctrica, els neutrins no experimenten la força electromagnètica i, per tant, no causen ionització de la matèria. A més, només reaccionen amb la matèria a través de la interacció molt feble de la força nuclear feble. Per tant, els neutrins són les partícules subatòmiques més penetrants, capaces de travessar un nombre enorme d'àtoms sense causar cap reacció. Només un neutrí de cada 10 mil milions, que travessen diametralment la Terra, reacciona amb un protó o un neutró. Finalment, el 1956 un equip de físics estatunidencs liderat per Frederick Reines (1918-1998) confirmà el descobriment de l'antineutrí electrònic. En els seus experiments, els antineutrins emesos en un reactor nuclear reaccionaven amb protons per produir neutrons i positrons. Les signatures d'energia úniques (i rares) dels destins d'aquests darrers subproductes proporcionaren l'evidència de l'existència de l'antineutrí electrònic.

El descobriment del segon tipus de leptó carregat, el muó, fou el punt de partida per a la posterior identificació d'un segon tipus de neutrí, el neutrí muònic {\displaystyle \nu _{\mu }}. La seva identificació s'aconseguí el 1962 a partir dels resultats d'un experiment amb acceleradors de partícules. Es produïren neutrins muònics d'alta energia per desintegració de pions i es dirigiren cap a un detector per estudiar les seves reaccions amb la matèria. Encara que siguin tan poc reactius com els altres neutrins, es comprovà que produeixen muons però mai electrons en les ocasions rares en què reaccionen amb protons o neutrons. Els físics estatunidencs Leon Lederman (1922-2018), Melvin Schwartz (1932-2006) i Jack Steinberger (1921-2020) foren guiardonats amb el Premi Nobel de Física el 1988 per haver establert la identitat dels neutrins muònics.
A mitjan anys 70 del segle xx, els físics de partícules descobriren una altra varietat de leptó carregat, el tau, que també té associats un neutrí tauònic {\displaystyle \nu _{\tau }} i un antineutrí tauònic. El 2000, els físics del Laboratori Nacional d'Accelerador Fermi (Fermilab) informaren de la primera evidència experimental de l'existència del neutrí tauònic.